# Andernach
Andernach (på lokal dialekt uttalat Annenach) är en stad i Tyskland, belägen i Kreis Mayen-Koblenz i förbundslandet Rheinland-Pfalz, på västra stranden av floden Rhen 15 kilometer nordväst om Koblenz. Staden har cirka 30 000 invånare.
Staden var tidigare känd för sin kemiska industri och har även ett valsverk. Andernach grundades av romarna som ett kastell vid Rhen under namnet Antunnacum, på platsen för en äldre keltisk bosättning, och är därmed en av Tysklands äldsta städer. Stadens porttorn, ruinerna av den kurfurstliga borgen och stadsmuren från 1100-talet är delvis bevarade.
I Andernachförorten Namedy ligger världens största kalla gejser. I stadens centrum vid Rhenstranden finns ett museum ägnat åt naturfenomenet.

## Geografi

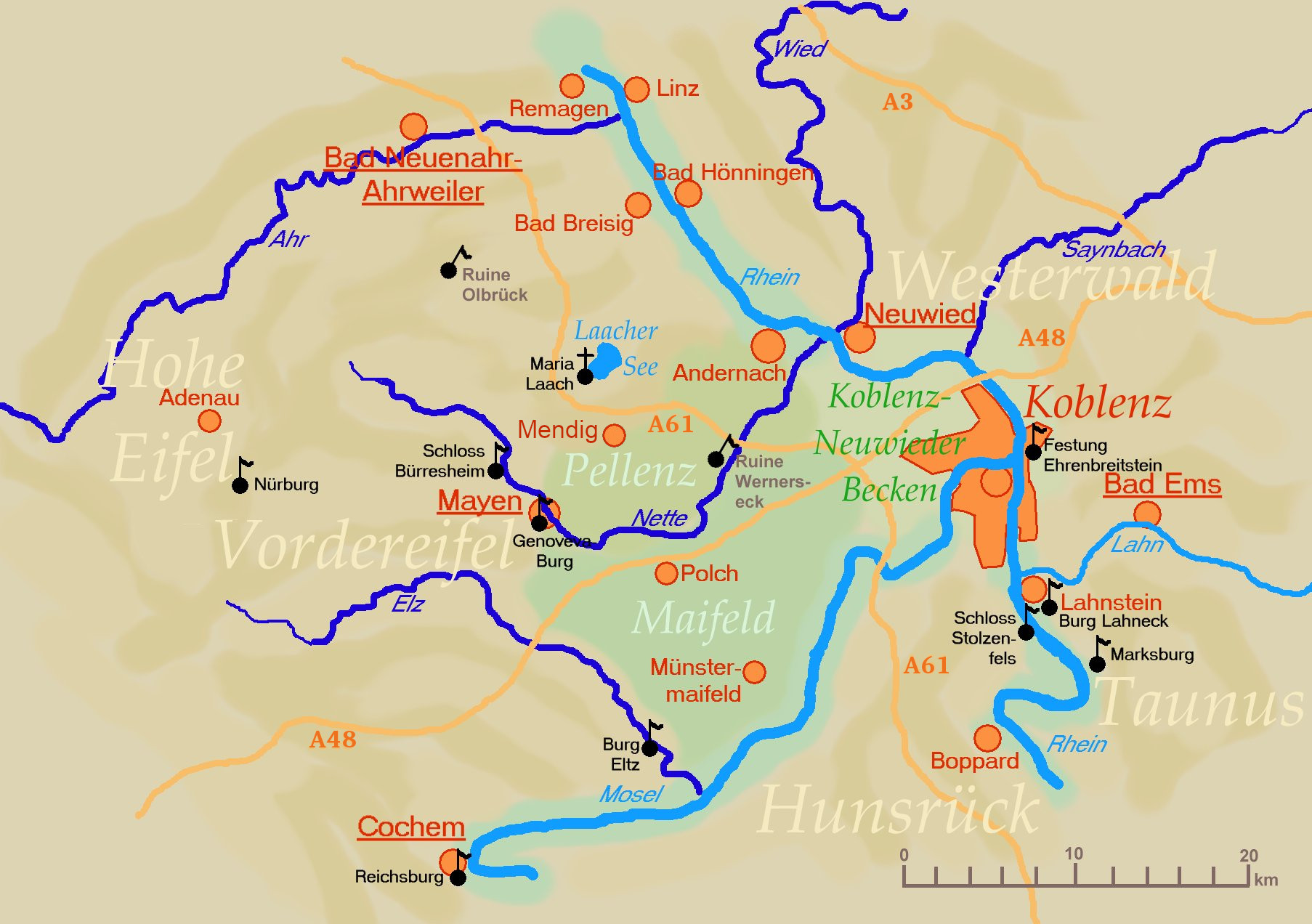
Karta över regionen omkring Andernach.

Staden ligger i norra delen av Neuwiedbäckenet, en vidgning av Rhendalen omkring punkten där floden Mosel rinner ut i Rhen vid Koblenz, i den norra delen av området Mittelrhein.  Den vulkaniska högplatån Eifel sträcker sig västerut från Rhen och Andernach.
Vid Andernach bildar klipporna Krahnenberg på västra sidan och Engwetter på östra sidan av Rhen en smal flodpassage mellan klipporna, Andenacher Pforte, omnämnd redan på romartiden.

### Klimat
Staden har genom sitt läge på västra sidan av Rhendalen ett för västra Tyskland relativt milt och torrt klimat, med 619 mm i genomsnittlig årsnederbörd.

### Administrativ indelning
Stadskommunen Andernach indelas i centralorten Andernach, med omkring 22 000 invånare, samt de omkringliggande mindre förorterna Eich, Kell, Miesenheim och Namedy.

## Kultur och sevärdheter

### Sevärdheter
- Den gamla innerstaden.
- Stadtburg Andernach, ruinerna av den kurfurstliga borgen.
- Resterna av stadsmuren, med landmärket Runder Turm och stadsporten Rheintor.  I Runder Turm finns ett museum med utsiktsplats.
- Geysir Andernach, en kallvattengejser belägen i stadsdelen Namedy.  I centrala Andernach finns ett museum och besökscentrum för gejsern.
- Namedys slott
- Mariakyrkan, romansk basilika från 1200-talet.
- Stadsmuseet på Hochstrasse 99.

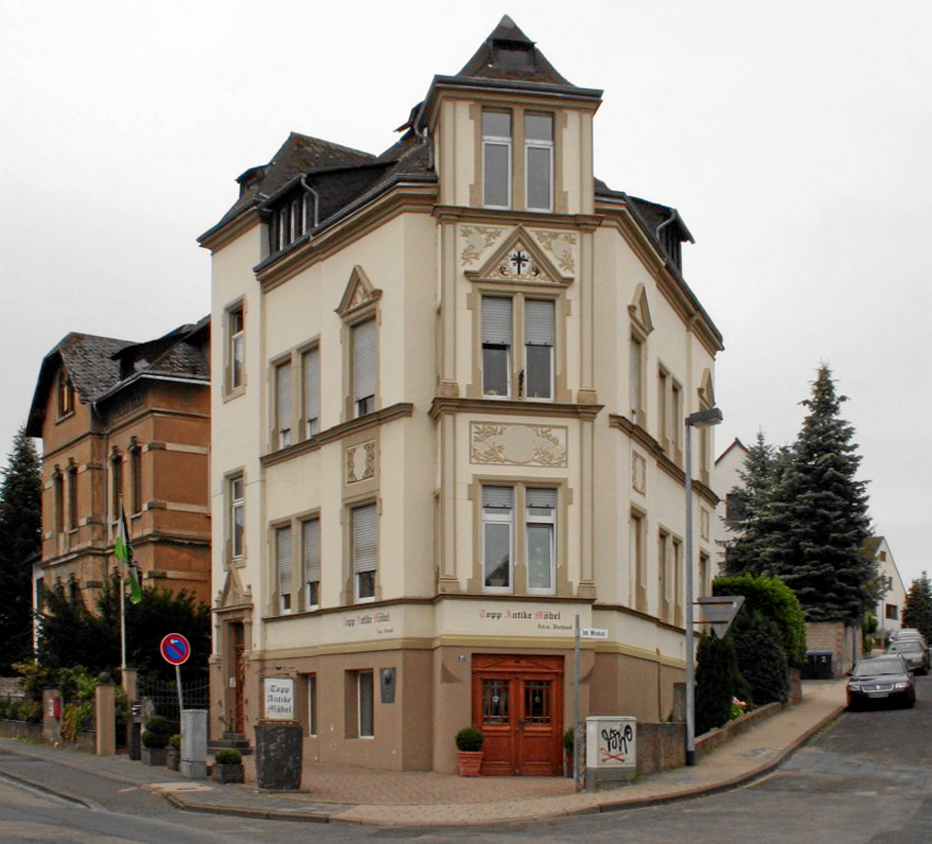
Charles Bukowskis födelsehus på Aktienstrasse.
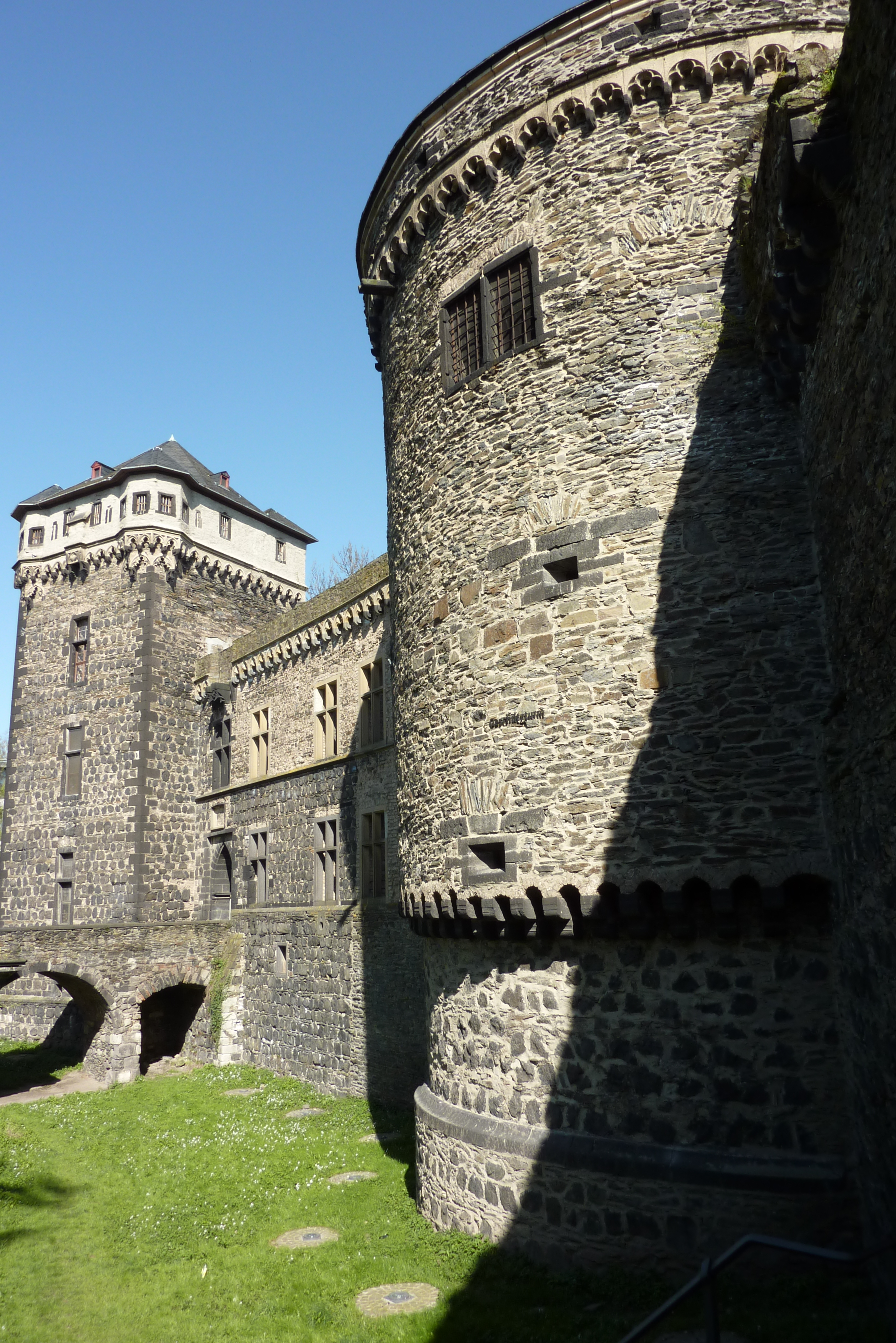
Borgruinen
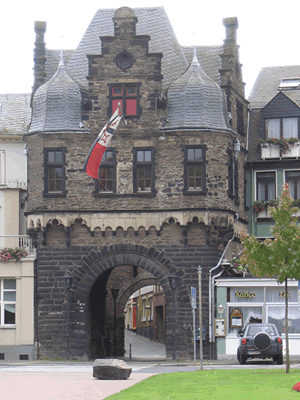
Rheintor
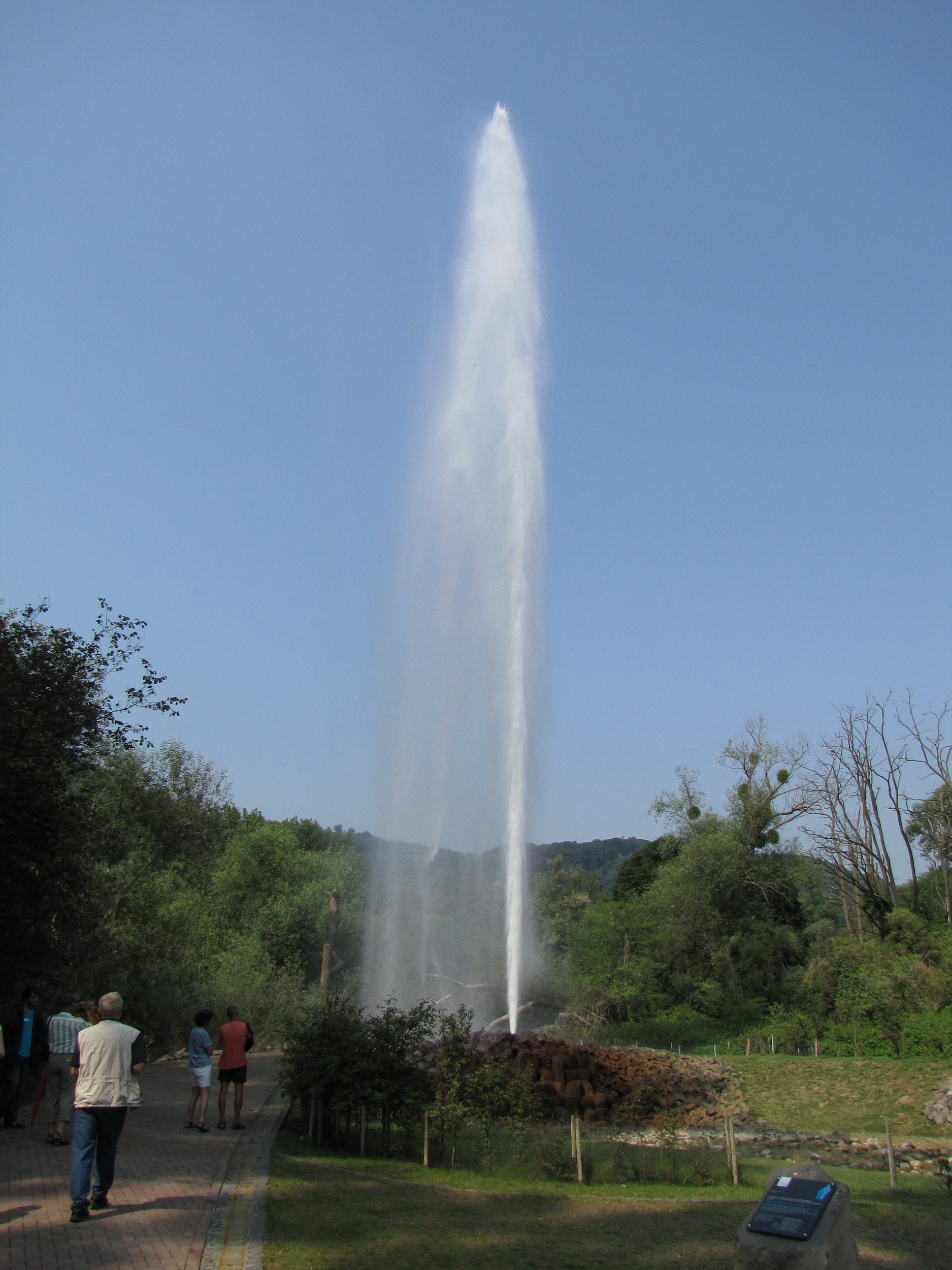
Gejsern
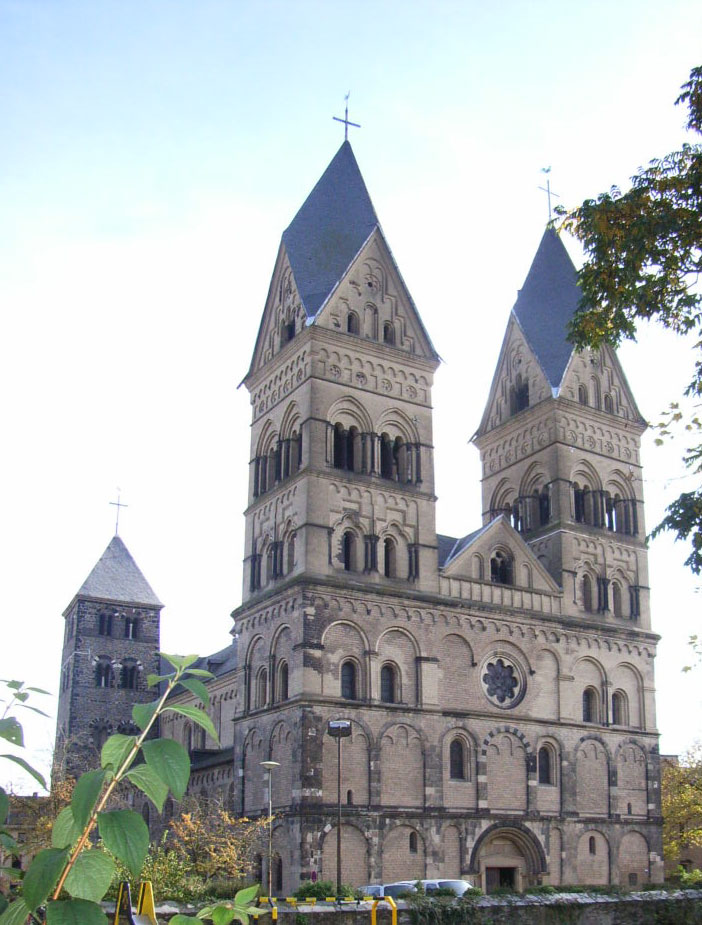
Mariakyrkan
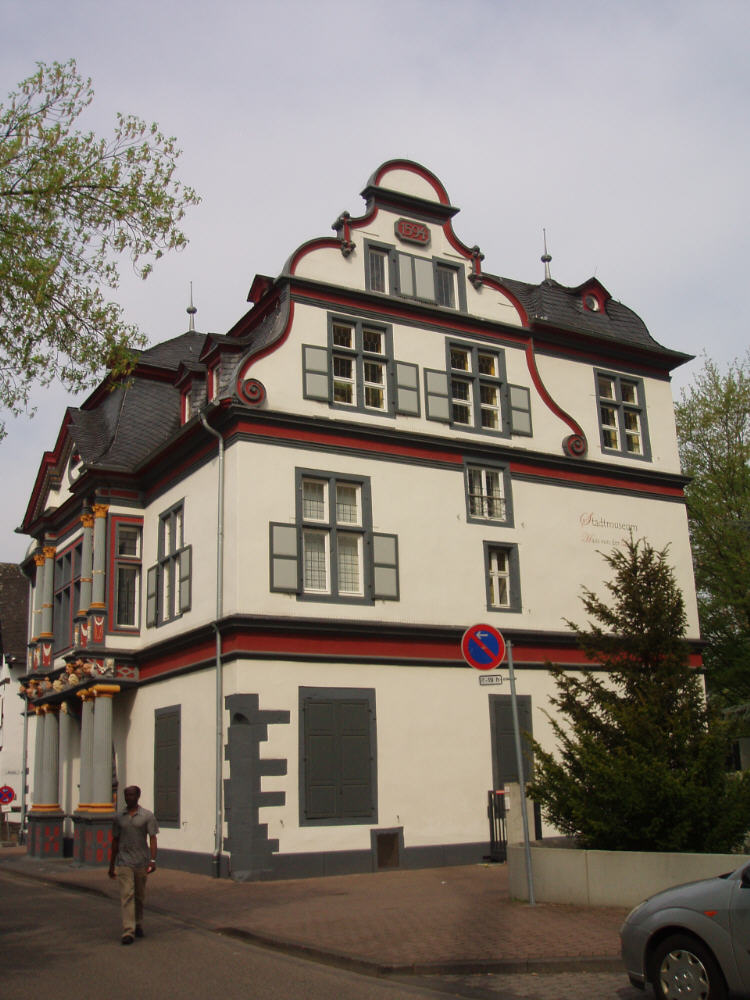
Stadsmuseet
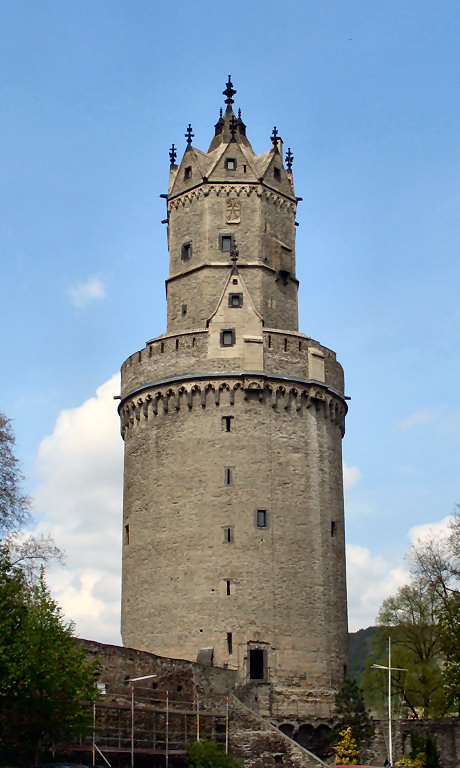
Runder Turm